# Lolla

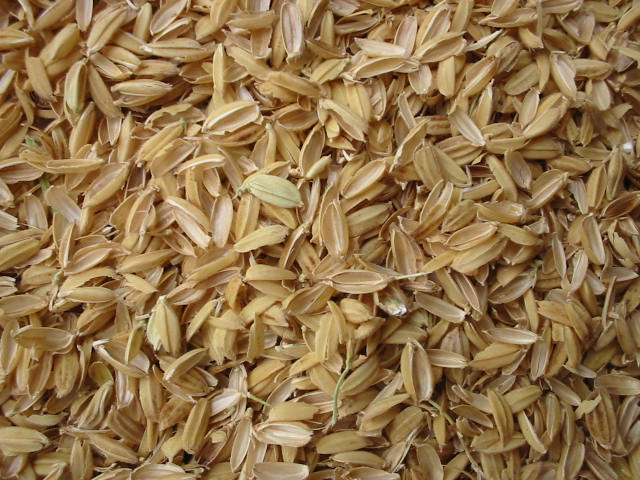
Residui della trebbiatura del grano

La lolla, detta anche pula o loppa, è un sottoprodotto derivante dalla lavorazione dei cereali ed è costituita dall'insieme dalle brattee, o glumelle o glumette, che racchiudono il chicco. Il distacco avviene durante la trebbiatura in quei cereali, come frumento o segale, in cui le brattee non aderiscono alla cariosside; in altri cereali, come riso, avena e farro che presentano brattee più aderenti devono essere asportate con un processo denominato "sbramatura". In alcune aree il termine pula viene utilizzato anche per indicare il residuo della sgusciatura delle castagne dopo l'essiccazione.

## Sbramatura
La sbramatura viene eseguita con due dischi orizzontali, detti sbramini, rivestiti di materiale abrasivo. Il disco superiore è stazionario mentre quello inferiore, ad adeguata distanza, è in rotazione. Ciò permette di decorticare il chicco privandolo del glume e delle glumelle. Un'evoluzione degli sbramini a dischi è rappresentata dagli sbramini a cilindri gommati ruotanti a differenti velocità, i quali hanno ridotto i rischi di rottura dei chicchi sul risone.

## Tipi di lolla
La lolla di frumento si accumula come cascame di trebbiatura e contiene poche sostanze nutritive (4,5% proteine e 1,7% di grassi). Il grosso è costituito da sostanze legnose e lascia un residuo di ceneri del 10-11%. Trova impiego come lettiera per il bestiame e talvolta come foraggio di bassa qualità. Effettuando il taglio con mietitrebbia normalmente viene dispersa in campo assieme alla paglia.
La lolla di avena ha maggiori proprietà nutritive contenendo il 5% di sostanza proteica e il 2,6% di sostanza grassa, mentre ne possiede in quantità minore quella d'orzo.
La lolla che trova applicazioni maggiori è quella di riso.

## Lolla di riso
La lolla di riso, o anche pulone è il cascame derivante dalla sbramatura del risone, il riso grezzo dopo la trebbiatura. La percentuale della lolla sul risone cambia a seconda della varietà, ed è compresa tra il 17 e il 23 percento.
La lolla si presenta di colore marrone-beige, di consistenza dura, molto più resistente di quella di grano. È leggera e voluminosa, la sua densità oscilla tra i 1320 e i 1450  kg/m³, ed è praticamente imputrescibile e inattaccabile dagli insetti. Il contenuto in nutrienti è scarso (3,3% di proteine e 1,1% di grassi) mentre la cellulosa rappresenta il 45% della massa. Le ceneri, costituite quasi interamente da ossido di silicio, si aggirano intorno al 17%.
Viene usata in giardinaggio come pacciame e, soprattutto nelle zone a vocazione risicola, come fondo per la lettiera degli animali da stalla come bovini, cavalli oppure negli avicoli come i tacchini.
La lolla è utilizzata come combustibile in impianti di cogenerazione, spesso all'interno delle stesse riserie. Possiede un potere calorifico medio di 14 MJ/kg ma richiede impianti accuratamente progettati altrimenti l'alto contenuto in ceneri provoca una combustione incompleta. Le ceneri trovano poi utilizzo nella produzione di cemento pozzolanico o per la fabbricazione di refrattari per l'industria siderurgica.
La lolla di riso può essere utilizzata come materia prima per la produzione di furfurolo, un solvente molto utilizzato nella produzione della gomma, del nylon e delle resine, ma il processo non è competitivo in Italia, ed è stato abbandonato già negli anni 1970.
La lolla di riso è utilizzata inoltre come composto principale, in unione con resine, nella produzione di legno artificiale, usato per la costruzione di darsene, pontili, passerelle ed arredo urbano d'esterno. Il materiale si lavora come il legno, ha elevate proprietà impermeabili ed ecocompatibili, ed è estremamente resistente agli agenti atmosferici, sole, pioggia, neve e salsedine.
Nel campo dell'architettura sostenibile la lolla di riso trova impiego anche come elemento costitutivo di malte per massetti, intonaci in calce ed argilla ed altre simili applicazioni.
La lolla di riso viene inoltre utilizzata nella fase di ammostamento per le produzioni di birre artigianali (specialmente casalinghe) dove è alto l'uso di malto di frumento, sprovvisto delle glumelle.
L'utilizzo nella misura del 3%-5% aiuta la formazione del letto filtrante; è praticamente nullo qualsiasi apporto di zuccheri fermentabili, aromi e sostanze coloranti.